# Volver (álbum)
Volver es un álbum de estudio por el bandoneonista de tango argentino Astor Piazzolla y su Quinteto junto al cantante argentino José Ángel Trelles, fue grabado y editado en Buenos Aires durante 1982 y es la banda sonora de la película del mismo nombre del director David Lipszyc también de 1982. Piazzolla se volvió a asociar con Trelles, con quien ya había lanzado el álbum Balada para un loco de 1976. 

## Antecedentes
Tras su fructífera estadía en Italia durante los años 1970 donde Astor Piazzolla grabó varios álbumes junto a diferentes conjuntos de carácter electrónico, donde grabó bandas sonoras como Lumière en 1976, Quand la ville s'éveille en 1975, Il pleut sur Santiago en 1975, Cadavres exquis en 1975 y Armaguedon de 1977, además del célebre Libertango de 1974, entre otros, volvió a Argentina para retomar el Quinteto acústico, con el cual grabó Biyuya ese mismo año.

## Lanzamiento y reediciones
Volver solo fue editado en 1982 por el sello Tonodisc en Argentina.

## Lista de temas
Todas las canciones escritas y compuestas por Astor Piazzolla, excepto «Siempre se Vuelve a Buenos Aires» por Piazzolla y Eladia Blázquez. 
| Lado A |                                    |          |  |
| N.º    | Título                             | Duración |  |
| 1.     | «Siempre se Vuelve a Buenos Aires» |          |  |
| 2.     | «Dos Amigos»                       |          |  |
| 3.     | «Alfredo y Beatriz»                |          |  |
| 4.     | «Caminata»                         |          |  |
| 5.     | «Tema de Amor»                     |          |  |

| Lado B |               |          |  |
| N.º    | Título        | Duración |  |
| 6.     | «Vista aérea» |          |  |
| 7.     | «La Piecita»  |          |  |
| 8.     | «Procesión»   |          |  |
| 9.     | «Sexomano»    |          |  |
| 10.    | «Fracaso»     |          |  |
| 11.    | «Los Magos»   |          |  |

## Créditos
- Astor Piazzolla - bandoneón, arreglos y dirección[1]
- Fernando Suárez Paz - violín
- Oscar López Ruiz - guitarra
- Pablo Ziegler - piano
- Héctor Console - contrabajo
- José Ángel Trelles - voz en "Siempre se vuelve a Buenos Aires"